# Egidia di Scozia
La principessa Egidia Stewart o Egidia di Scozia (fl. XIV secolo) è stata una nobile scozzese.

## Biografia
Era una delle figlie minori di re Roberto II di Scozia e della sua seconda moglie Eufemia de Ross. Nonostante quindi il suo status sociale elevato e l'importanza nella politica scozzese del tempo, di Egidia si hanno pochissime informazioni. Nacque con certezza nella seconda metà del XIV secolo, poiché negli anni 1380 era abbastanza giovane da potersi ancora sposare.
Pare che Egidia fosse molto attraente, tanto da venire definita la donna più bella del regno di Scozia. Era per questo soggetta alle attenzioni di molti nobili scozzesi e esteri, che avrebbero ambito ad avere la sua mano (anche re Carlo VI di Francia si interessò a lei per un periodo). Tuttavia Egidia preferì infine sposarsi con William Douglas, signore di Nithsdale, un giovane e avvenente cavaliere del clan Douglas, allora in ascesa nella politica scozzese. Il matrimonio tra William ed Egidia avvenne attorno al 1387, ma forse anche prima. L'unione fu politicamente cruciale per il clan Douglas, che così acquisì una fondamentale parentela con la casa regnante scozzese, gli Stewart.
Del marito si perdono le tracce dopo il 1392, mentre dopo il matrimonio non è nota alcuna attività di Egidia, e non si conosce nemmeno la data della sua morte. Si sa con certezza solo che gli sposi ebbero due figli, William ed Egidia; mentre il primo morì giovane e senza eredi, la seconda fu antenata del successivo clan Sinclair.

## Ascendenza
|                                                |                    |                     | Genitori                              |  |  | Nonni |  |  | Bisnonni                                     |  |  | Trisnonni                                         |  |
|                                                |                    |                     |                                       |  |  |       |  |  | James Stewart, V grande intendente di Scozia |  |  | Alexander Stewart, IV grande intendente di Scozia |  |
|                                                |                    |                     |                                       |  |  |       |  |  | James Stewart, V grande intendente di Scozia |  |  | Alexander Stewart, IV grande intendente di Scozia |  |
|                                                |                    | Joan de Bute        |                                       |  |  |       |  |  | James Stewart, V grande intendente di Scozia |  |  |                                                   |  |
| Walter Stewart, VI grande intendente di Scozia |                    |                     |                                       |  |  |       |  |  | James Stewart, V grande intendente di Scozia |  |  |                                                   |  |
|                                                |                    | Cecilia Dunbar      | Patrick III di Dunbar                 |  |  |       |  |  |                                              |  |  |                                                   |  |
|                                                |                    | Cecilia Dunbar      | Patrick III di Dunbar                 |  |  |       |  |  |                                              |  |  |                                                   |  |
|                                                |                    | Cecilia Dunbar      | …                                     |  |  |       |  |  |                                              |  |  |                                                   |  |
| Roberto II di Scozia                           |                    | Cecilia Dunbar      |                                       |  |  |       |  |  |                                              |  |  |                                                   |  |
|                                                |                    | Roberto I di Scozia | Robert Bruce, VI signore di Annandale |  |  |       |  |  |                                              |  |  |                                                   |  |
|                                                |                    | Roberto I di Scozia | Robert Bruce, VI signore di Annandale |  |  |       |  |  |                                              |  |  |                                                   |  |
|                                                |                    | Roberto I di Scozia | Marjorie, Contessa di Carrick         |  |  |       |  |  |                                              |  |  |                                                   |  |
| Marjorie Bruce                                 |                    | Roberto I di Scozia |                                       |  |  |       |  |  |                                              |  |  |                                                   |  |
|                                                |                    | Isabella di Mar     | Donald I di Mar                       |  |  |       |  |  |                                              |  |  |                                                   |  |
|                                                |                    | Isabella di Mar     | Donald I di Mar                       |  |  |       |  |  |                                              |  |  |                                                   |  |
|                                                |                    | Isabella di Mar     | Helen ferch Llywelyn                  |  |  |       |  |  |                                              |  |  |                                                   |  |
| Egidia Stewart                                 |                    | Isabella di Mar     |                                       |  |  |       |  |  |                                              |  |  |                                                   |  |
|                                                | William II de Ross | William I de Ross   |                                       |  |  |       |  |  |                                              |  |  |                                                   |  |
|                                                | William II de Ross | William I de Ross   |                                       |  |  |       |  |  |                                              |  |  |                                                   |  |
|                                                | William II de Ross | Jean Comyn          |                                       |  |  |       |  |  |                                              |  |  |                                                   |  |
| Hugh de Ross                                   | William II de Ross |                     |                                       |  |  |       |  |  |                                              |  |  |                                                   |  |
|                                                |                    | Eufemia de Berkeley | sir Hugh de Berkeley                  |  |  |       |  |  |                                              |  |  |                                                   |  |
|                                                |                    | Eufemia de Berkeley | sir Hugh de Berkeley                  |  |  |       |  |  |                                              |  |  |                                                   |  |
|                                                |                    | Eufemia de Berkeley | …                                     |  |  |       |  |  |                                              |  |  |                                                   |  |
| Eufemia de Ross                                |                    | Eufemia de Berkeley |                                       |  |  |       |  |  |                                              |  |  |                                                   |  |
|                                                |                    | John/David Graham   | …                                     |  |  |       |  |  |                                              |  |  |                                                   |  |
|                                                |                    | John/David Graham   | …                                     |  |  |       |  |  |                                              |  |  |                                                   |  |
|                                                |                    | John/David Graham   | …                                     |  |  |       |  |  |                                              |  |  |                                                   |  |
| Margareth Graham                               |                    | John/David Graham   |                                       |  |  |       |  |  |                                              |  |  |                                                   |  |
|                                                |                    | …                   | …                                     |  |  |       |  |  |                                              |  |  |                                                   |  |
|                                                |                    | …                   | …                                     |  |  |       |  |  |                                              |  |  |                                                   |  |
|                                                |                    | …                   | …                                     |  |  |       |  |  |                                              |  |  |                                                   |  |
|                                                |                    | …                   |                                       |  |  |       |  |  |                                              |  |  |                                                   |  |